# 奧倫薩洛

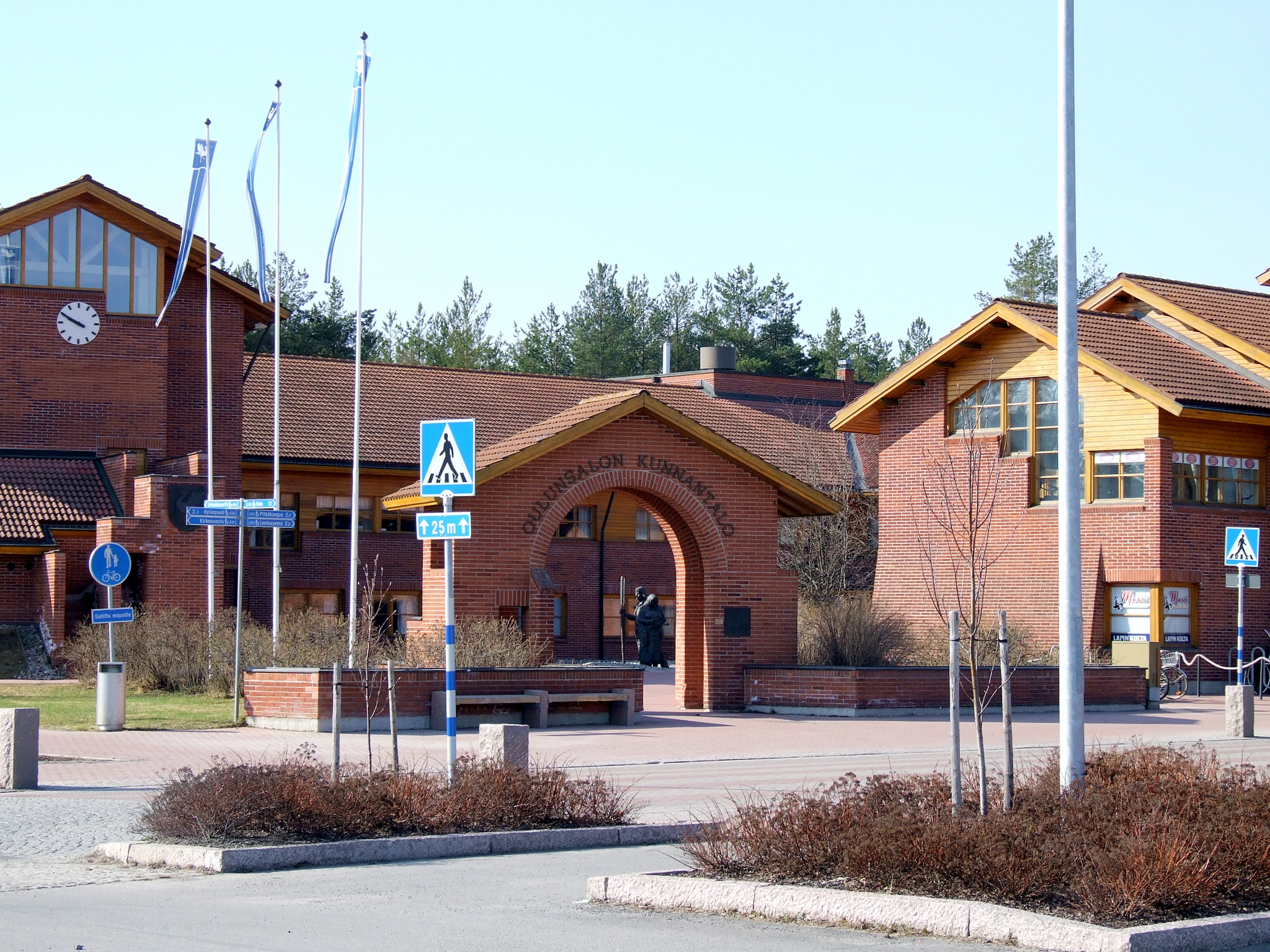
原奧倫薩洛市政厅

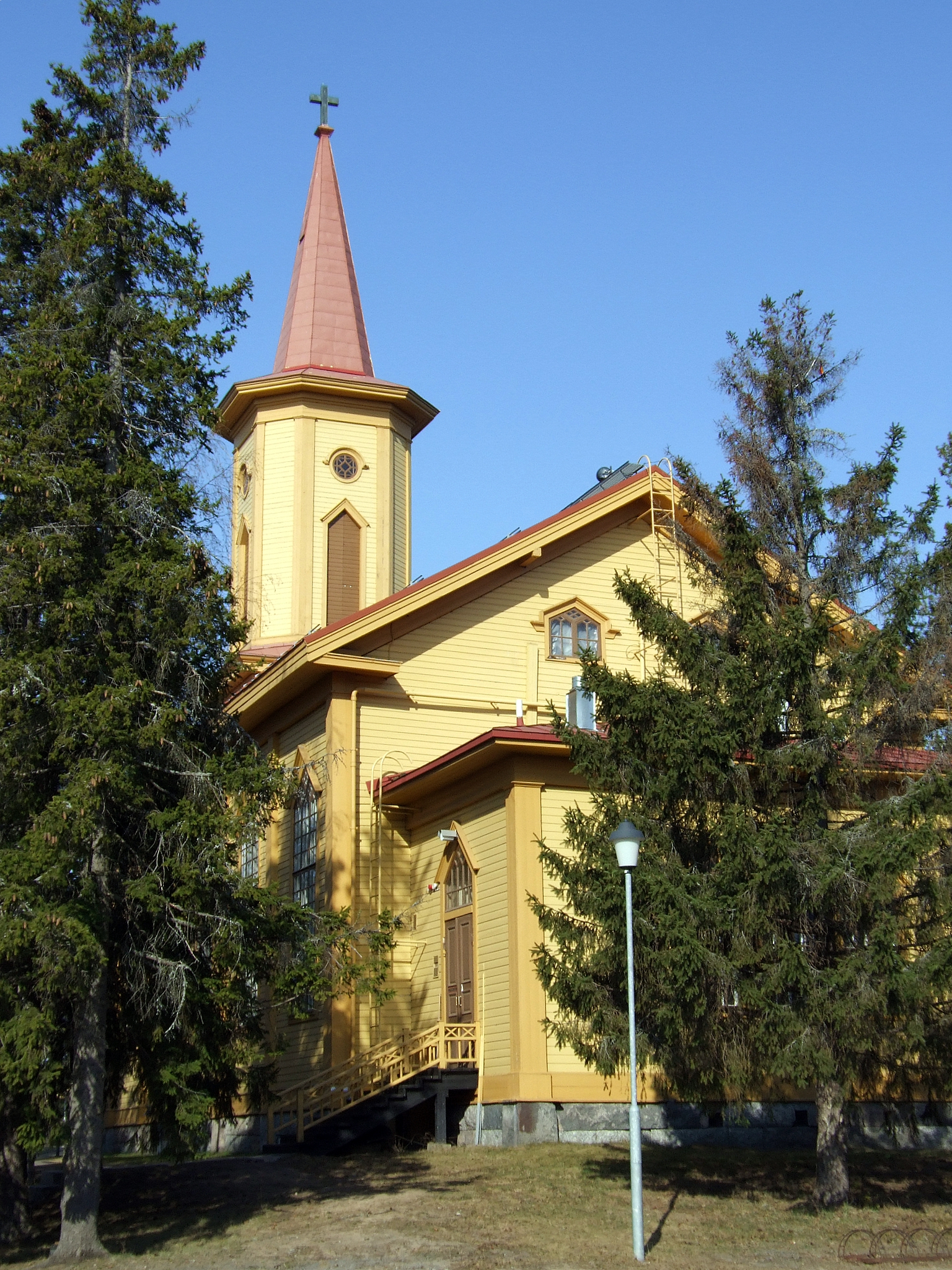
奧倫薩洛教堂

奧倫薩洛（芬蘭語：Oulunsalo）是芬蘭北博滕區的一个已废置的市鎮，位於該國中部，始建於1882年，面積211平方公里，鎮上的教堂建於1891年，2013年人口9,746，人口密度為每平方公里116.91人。2013年初连同其它市镇一起并入奥卢市。

## 外部連結
- 奥卢市官方网站（页面存档备份，存于） （文） （瑞典文） （英文）